# Haplochrois
Haplochrois ist eine Gattung der Schmetterlinge aus der Familie der Grasminiermotten (Elchistidae). Die Arten werden häufig auch der Gattung Coleophora zugeordnet.

## Merkmale
Die Fühler sind etwas kürzer als die Vorderflügel. Die Labialpalpen sind schlank und nach oben abgewinkelt. Die Vorderflügel sind sehr schmal und lanzettlich, glatt und häufig zeichnungslos. Die Hinterflügel sind nur halb so breit wie die Vorderflügel. Sie sind gerade und laufen sehr spitz zu.
Bei den Männchen besteht der Uncus aus zwei abgerundeten und teilweise miteinander verbundenen Lappen. Das Tegumen ist sehr lang und schmal und ungefähr dreimal so lang wie der Uncus. Es hat eine abgerundete Einbuchtung am Vorderrand. Die Gnathos-Arme sind kurz und gekrümmt, sie enden in runden Blasen, die mit Stachelreihen bedeckt sind. Die Valven sind breit und kurz, abgerundet oder nahezu rechteckig und membranös. Der Anellus hat eine komplexe Sklerotisierung. Die Größe der Anellus-Lappen ist variabel, sie sind schildförmig, abgerundet oder gestreckt und mit Stacheln verschiedener Größe und Anordnung versehen. Das Vinculum ist breit und hat einen langen und schmalen stabförmigen Saccus. Der Aedeagus ist röhrenförmig, gerade oder gebogen und hat eine ovale Endotheca. Cornuti sind nicht vorhanden.
Bei den Weibchen sind die Apophysen sehr kurz. Die Apophyses posteriores sind drei- bis sechsmal länger als die Apophyses anteriores. Letztere sind häufig gebogen. Die Genitalplatte hat einen sklerotisierten gebogenen, verschieden geformten Rand und ist manchmal in der Mitte geteilt. Das Antrum ist nur schwach ausgeprägt. Der Ductus bursae ist sehr lang und schmal. Er wird zum Corpus bursae etwas breiter und ist gewendelt. Das Corpus bursae ist klein, rundlich oder oval und hat ein mehr oder weniger trichterförmiges Signum. Die Form der Genitalplatte und des Signums sind für die Bestimmung von Bedeutung.

## Verbreitung
Die Gattung hat eine hauptsächlich pantropische Verbreitung, nur einige Arten sind im Süden der gemäßigten Klimazone beheimatet.

## Biologie
Die Biologie ist nur bei wenigen Arten bekannt. Die Raupen der ersten Stadien sind Blattminierer, spätere Stadien bohren in den Trieben.

## Systematik
Die Typusart der Gattung ist Haplochrois chlorometalla Meyrick, 1897.
- Haplochrois albanica (Rebel & Zerny, 1932)
- Haplochrois buvati (Baldizzone, 1985)
- Haplochrois gelechiella (Rebel, 1902)
- Haplochrois ochraceella (Rebel, 1903)
- Haplochrois theae (Kusnezov, 1916)

Aus der Literatur sind folgende Synonyme bekannt:
- Aethia  Chambers, 1880
- Rhadinastis  Meyrick, 1897
- Tetanocentria  Rebel, 1902
- Platybathra  Meyrick, 1911
- Parametriotes  Kusnezov, 1916
- Syntetrernis  Meyrick, 1922